# Ел Пасо
Вижте пояснителната страница за други значения на Ел Пасо.
Ел Пасо (на английски: El Paso) е град в щата Тексас, Съединените американски щати, окръжен център на окръг Ел Пасо.
Има население от 844 818 жители (2015), което го прави 6-ия по жители град в Тексас, 21-вия в САЩ и втория град по Границата между САЩ и Мексико след Сан Диего.
Градът се намира на 1140 m надморска височина.